# Primaderma nessovi
La primaderma (Primaderma nessovi) è un rettile estinto, appartenente agli squamati. Visse tra il Cretaceo inferiore e il Cretaceo superiore (Albiano – Cenomaniano, circa 105-100 milioni di anni fa). I suoi resti sono stati ritrovati in Nordamerica (Utah).

## Descrizione
La forma del corpo di questo animale doveva ricordare quella degli attuali elodermi. Tra le varie caratteristiche di Primaderma vi era una particolare espansione ossea della mascella che formava una flangia verticale; i denti erano finemente dentellati e mostrano molte caratteristiche in comune con gli attuali elodermi, ma sono evidentemente sprovvisti di canali veleniferi (presenti invece nelle forme attuali). È interessante notare che un simile adattamento è di poco posteriore: Estesia, vissuto circa 20 milioni di anni più tardi, possedeva già questa caratteristica.

## Classificazione
I fossili di Primaderma mostrano che questo animale apparteneva ai Platynota, un gruppo di lucertole comprendente gli attuali varani e gli elodermi. In particolare, questo animale è considerato il più antico tra i platinoti terrestri, anche se membri dello stesso gruppo dalle abitudini evidentemente acquatiche (Aigialosauridae) sono noti in sedimenti più antichi.

## Significato dei fossili
I resti di questo animale mostrano una probabile origine dei platinoti sul suolo nordamericano; è altrettanto possibile, però, che questi rettili si siano originati in Asia orientale e che Primaderma rappresenti un altro esempio di influenza asiatica sulla fauna del Nordamerica durante il Cretaceo.

## Stile di vita
Come le forme simili, Primaderma deve essere stato un rettile predatore, ed è probabile che cacciasse numerosi piccoli vertebrati. Sembra che le lucertole simili a elodermi siano cambiate molto poco nel corso della loro storia evolutiva, ma che abbiano sviluppato nel frattempo il caratteristico morso tossico.